# Marine Le Pen
Marion Anne Perrine Le Pen, mais conhecida como Marine Le Pen (Neuilly-sur-Seine, Altos do Sena, 5 de agosto de 1968), é uma advogada e política francesa que concorreu à presidência francesa em 2012, 2017 e 2022. Membro do partido Rassemblement National, foi a presidente de 2011 a 2021. É deputada na Assembleia Nacional de França pelo 11º círculo eleitoral de Pas-de-Calais desde 2017 e presidente do grupo parlamentar do seu partido.
Ela é a filha mais nova do ex-líder do partido Jean-Marie Le Pen e tia da ex-deputada do RN Marion Maréchal. Le Pen ingressou no RN em 1986. Ela foi eleita conselheira regional de Nord-Pas-de-Calais (1998–2004; 2010–2015), Île-de-France (2004–2010) e Hauts-de-France ( 2015–2021), deputada no Parlamento Europeu (2004–2017), bem como conselheiro municipal de Hénin-Beaumont (2008–2011). Ela conquistou a liderança do RN em 2011, com 67,6% dos votos, derrotando Bruno Gollnische e sucedendo a seu pai, que era presidente do partido desde 1972. Em 2012, ela ficou em terceiro lugar nas eleições presidenciais francesas com 17,9% dos votos, atrás de François Hollande e Nicolas Sarkozy. Lançou uma segunda candidatura à presidência nas eleições de 2017. Terminou em segundo lugar no primeiro turno da eleição com 21,3% dos votos e enfrentou Emmanuel Macron do partido centrista En Marche! no segundo turno de votação. A 7 de maio de 2017, ela concedeu após receber aproximadamente 33,9% dos votos no segundo turno. Em 2020, anunciou a sua terceira candidatura à presidência nas eleições de 2022. Ficando em segundo lugar no primeiro turno da eleição, o que qualificou-a para o segundo turno contra Macron, embora tenha perdido no segundo turno para o presidente em exercício.
Liderou um movimento de "des-demonização da Frente Nacional" para suavizar a sua imagem, incluindo a expulsão limitada de membros acusados de racismo, antissemitismo ou petainismo. Expulsou do partido em agosto de 2015, depois que ele fez novas declarações controversas. Enquanto melhorava algumas posições políticas do partido ao revogar a sua oposição a parcerias entre pessoas do mesmo sexo, sua oposição a abortos incondicionais e seu apoio à pena de morte, Le Pen ainda defende muitas das mesmas políticas históricas de seu partido. Partido, com especial atenção a fortes medidas anti-imigração, nacionalistas e proteccionistas. Apoia o nacionalismo econômico, favorecendo um papel intervencionista do governo, e opõe-se à globalização e ao multiculturalismo. Apoiando a limitação da imigração, a proibição do abate ritual e a restrição da legalidade da circuncisão. Já fez comentários de apoio a Vladimir Putin e à Rússia no passado, defendendo uma cooperação mais estreita antes da invasão russa da Ucrânia em 2022; ela condenou veementemente a guerra na Ucrânia, mas afirmou que a Rússia "pode se tornar um aliado da França novamente".
Le Pen foi apresentada pela Time como uma das 100 pessoas mais influentes do mundo em 2011 e 2015. Em 2016, ela foi classificada pelo Politico como a segunda eurodeputada mais influente no Parlamento Europeu, depois do presidente do Parlamento Europeu Martin Schulz.
Em 31 de março de 2025, Le Pen, outros oito eurodeputados e doze assistentes foram condenados por desvio de verbas, após desviarem mais de €4 milhões de fundos do Parlamento Europeu para custear funcionários da Frente Nacional. As sentenças para vários eurodeputados incluíram inelegibilidade para cargos políticos. Le Pen foi condenada a quatro anos de prisão e proibida de concorrer a cargos políticos por cinco anos, o que a impede efetivamente de participar das eleições presidenciais francesas de 2027, além de ter sido multada em €100 mil.

## Primeiros anos

### Infância
Marion Anne Perrine Le Pen nasceu em 5 de agosto de 1968, em Neuilly-sur-Seine, como filha mais nova do político bretão e ex-paraquedista Jean-Marie Le Pen com sua primeira esposa, Pierrette Lalanne. Foi batizada em 25 de abril de 1969, na Igreja de Madalena, em Paris. Seu padrinho foi Henri Botey, parente de seu pai.
Marine tem duas irmãs, Yann e Marie Caroline. Em 1976, Marine sobreviveu a um ataque com bomba enquanto ela e sua família dormiam. Ela tinha oito anos de idade quando a bomba, destinada a seu pai, explodiu na escadaria do apartamento da família. A explosão abriu um buraco na parede do edifício. Marine, suas duas irmãs, e seus pais, saíram ilesos.
Foi estudante do lycée Florent Schmitt, em Saint-Cloud. Seus pais se divorciaram em 1987.

### Estudos Jurídicos e trabalho
Le Pen estudou direito na Université Panthéon-Assas, graduando-se com um mestrado em direito em 1991 e mestrado em estudos avançados (DEA) em direito penal em 1992. Registrada na ordem dos Advogados de Paris, ela trabalhou como advogada por seis anos (1992–1998), comparecendo regularmente perante a câmara criminal do 23º tribunal distrital de Paris, muitas vezes atuando como defensor público. Foi membro da Ordem dos Advogados de Paris até 1998, altura em que ingressou no departamento jurídico da Frente Nacional.

### Vida pessoal
Le Pen foi criada como católica romana. Em 1995, ela casou-se com Franck Chauffroy, um executivo que trabalhava para a Frente Nacional. Ela tem três filhos com Chauffroy (Jehanne, Louis e Mathilde). Após o seu divórcio com Chauffroy em 2000, ela casou-se com Eric Lorio em 2002, o ex-secretário nacional da Frente Nacional e ex-conselheiro para as eleições regionais em Nord-Pas-de-Calais. Eles divorciaram-se em 2006.

## Inicio da Carreira Política

### 1986–2010: Ascensão na Frente Nacional
Marine Le Pen ingressou na FN em 1986, aos 18 anos. Ela adquiriu o seu primeiro mandato político em 1988, quando foi eleita Conselheira Regional para Nord-Pas-de-Calais. No mesmo ano, ingressou no ramo jurídico da FN, que liderou até 2003.
Em 2000, ela tornou-se presidente do Generations Le Pen, uma associação próxima ao partido que pretendia " desmonizar a Frente Nacional".  Ela tornou-se membro do Comitê Executivo da FN (francês: bureau politique ) em 2000, e vice-presidente da FN em 2003. Em 2006, ela administrou a campanha presidencial de seu pai, Jean-Marie Le Pen. Tornou-se uma das duas vice-presidentes executivas do FN em 2007, com responsabilidade por treinamento, comunicação e publicidade.

### 2010–2011: Campanha para a liderança da FN
No início de 2010, Le Pen expressou a sua intenção de se candidatar a líder do FN, dizendo que esperava fazer do partido "um grande partido popular que se dirige não só ao eleitorado de direita, mas a todo o povo francês".
A 3 de setembro de 2010, ela lançou a sua campanha de liderança em Cuers. Durante uma reunião em Paris de 14 de novembro de 2010, ela disse que o seu objetivo era "não apenas reunir nossa família política. Consiste em moldar a Frente Nacional como o centro de agrupamento de todo o povo francês", acrescentando que para ela, o líder do FN deve ser o candidato do partido na eleição presidencial de 2012. Ela passou quatro meses fazendo campanha pela liderança do FN, mantendo reuniões com membros do FN em 51 departamentos. Todos os outros departamentos foram visitados por um de seus apoiadores oficiais. Durante a sua reunião final da campanha em Hénin-Beaumont a 19 de dezembro de 2010, ela afirmou que a FN apresentaria o verdadeiro debate da próxima campanha presidencial. A sua candidatura foi endossada por uma maioria de figuras importantes do partido, incluindo Jean-Marie Le Pen, o seu pai.
Em várias ocasiões durante sua campanha, ela descartou qualquer aliança política com a União por um Movimento Popular. Ela também se distanciou de algumas das declarações mais polêmicas de Jean-Marie Le Pen, como aquelas relacionadas a crimes de guerra, que foram relatadas na mídia como tentativas de melhorar a imagem do partido. Enquanto o seu pai atraiu polêmica ao dizer que as câmaras de gás eram "um detalhe da história da Segunda Guerra Mundial", ela as descreveu como "o auge da barbaridade".
Em dezembro de 2010 e início de janeiro de 2011, os membros da FN votaram por correspondência para eleger o seu novo presidente e os membros do comitê central. O partido realizou um congresso em Tours de 15 a 16 de janeiro. Em 16 de janeiro de 2011, Marine Le Pen foi eleita a nova presidente da FN, com 67,65% dos votos (11.546 votos contra 5.522 para Bruno Gollnisch ), e Jean-Marie Le Pen tornou-se presidente honorário.

## Liderança na Frente Nacional

### Primeiros passos como um nova líder: 2011

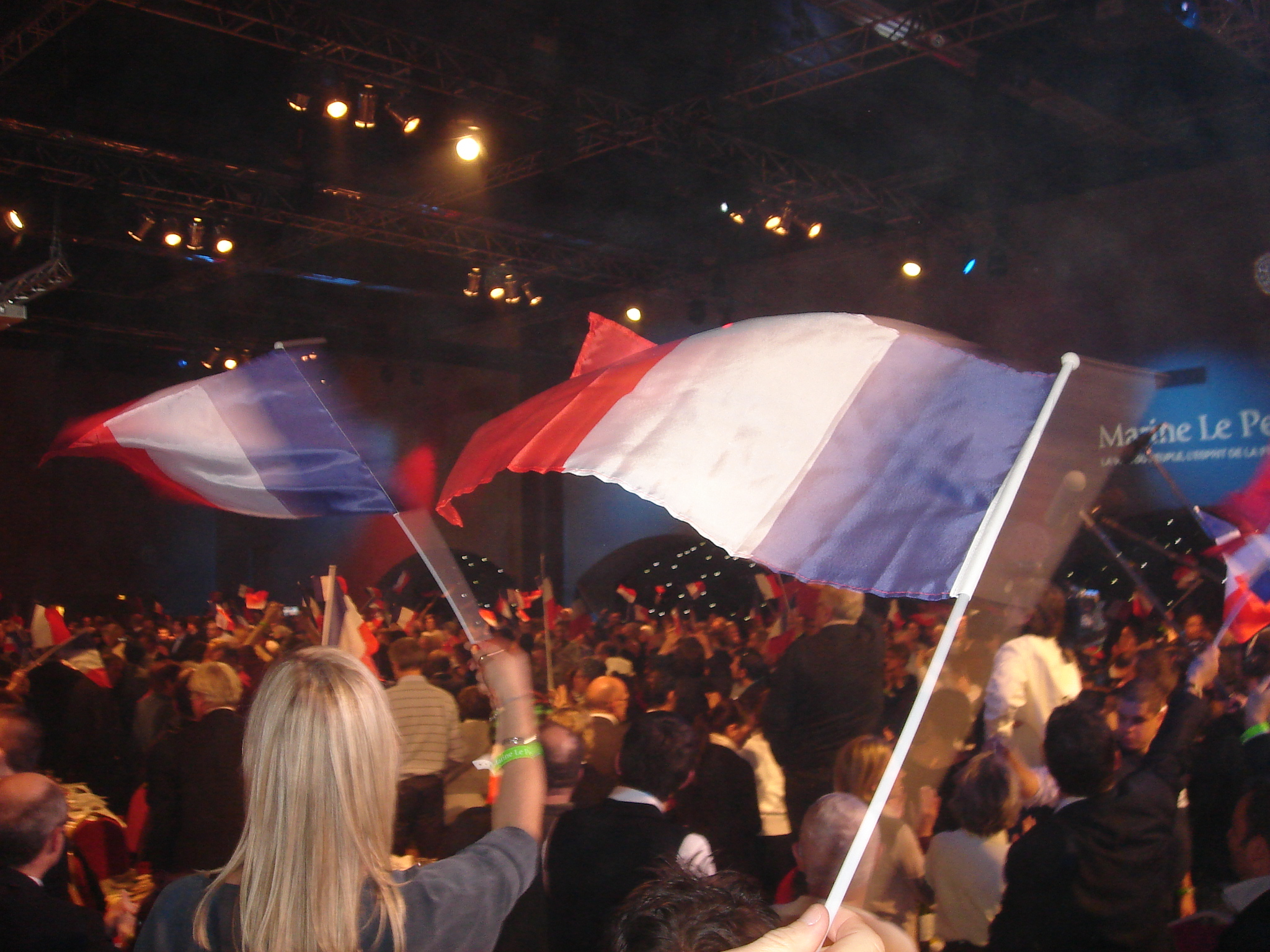
Apoiadores de Marine Le Pen em 2011

Como presidente da Frente Nacional, Marine Le Pen é atualmente membro ex officio do Gabinete Executivo da FN (8 membros), do Comité Executivo (42 membros) e do Comité Central (3 membros ex officio, 100 membros eleitos, 20 membros cooptados).
Durante o seu discurso de abertura em Tours a 16 de janeiro de 2011, ela defendeu "restaurar o quadro político da comunidade nacional" e implementar a democracia direta que permite a "responsabilidade cívica e o vínculo coletivo", graças à participação de cidadãos de espírito público, para as decisões. O tema político predominante era a defesa intransigente de um protetor e eficiente estado, o que favorece o secularismo, a prosperidade e as liberdades. Ela também denunciou a "Europa de Bruxelas" que "em toda parte impôs os princípios destrutivos do ultraliberalismo e do livre comércio, às custas dos serviços públicos, emprego, equidade social e até mesmo nosso crescimento económico, que tornou-se em vinte anos o mais fraco do mundo ".  Após a tradicional marcha de Joana d'Arc e a marcha do Dia do Trabalho em Paris a 1 de maio de 2011, ela fez o seu primeiro discurso na frente de 3 000 apoiadores. A 11 de agosto de 2011, ela deu uma entrevista coletiva sobre a atual crise sistémica.
A 10 e 11 de setembro de 2011, ela fez o seu retorno político com o título "a voz do povo, o espírito da França" no centro de convenções da Acrópole em Nice. Durante o seu discurso de encerramento, ela abordou a imigração, a insegurança, a situação económica e social, a reindustrialização e o 'estado forte'. Durante uma manifestação realizada à frente do Senado a 8 de dezembro de 2011, ela expressou um discurso da sua "oposição firme e absoluta" ao direito dos estrangeiros de votar. Ela regularmente deu conferências de imprensa temáticas e intervenções sobre vários assuntos da política francesa, europeia e internacional.

## Candidaturas Presidências

### Primeira candidatura presidencial: 2011–2012
A 16 de maio de 2011, a candidatura presidencial de Marine Le Pen foi aprovada por unanimidade pela Comissão Executiva da FN. A 10 e 11 de setembro de 2011, ela lançou a sua campanha presidencial em Nice. A 6 de outubro de 2011, ela deu uma entrevista coletiva para apresentar os membros de sua equipe da campanha presidencial.
Num discurso em Paris a 19 de novembro de 2011, Le Pen apresentou os principais temas da sua campanha presidencial: soberania do povo e democracia, Europa, reindustrialização e um estado forte, família e educação, imigração e assimilação versus comunitarismo, geopolítica e políticas internacionais. Numa entrevista coletiva a 12 de janeiro de 2012, ela apresentou uma avaliação detalhada do seu projeto presidencial, e um plano para reduzir a dívida da França. Em outra conferência de imprensa a 1 de fevereiro de 2012, ela delineou as suas políticas para os departamentos e territórios ultramarinos da França. Muitos observadores notaram a sua tendência de concentrar-se em questões económicas e sociais, como globalização e deslocalizações, em vez de imigração ou lei e ordem, que até então eram as questões centrais para o FN. A 11 de dezembro de 2011, ela realizou a sua primeira reunião de campanha em Metz, e do início de janeiro a meados de abril de 2012, ela realizou reuniões semelhantes a cada semana nas principais cidades francesas. A 17 de abril de 2012, entre 6.000 e 7.000 pessoas participaram na sua reunião final de campanha, realizada no Zenith em Paris.

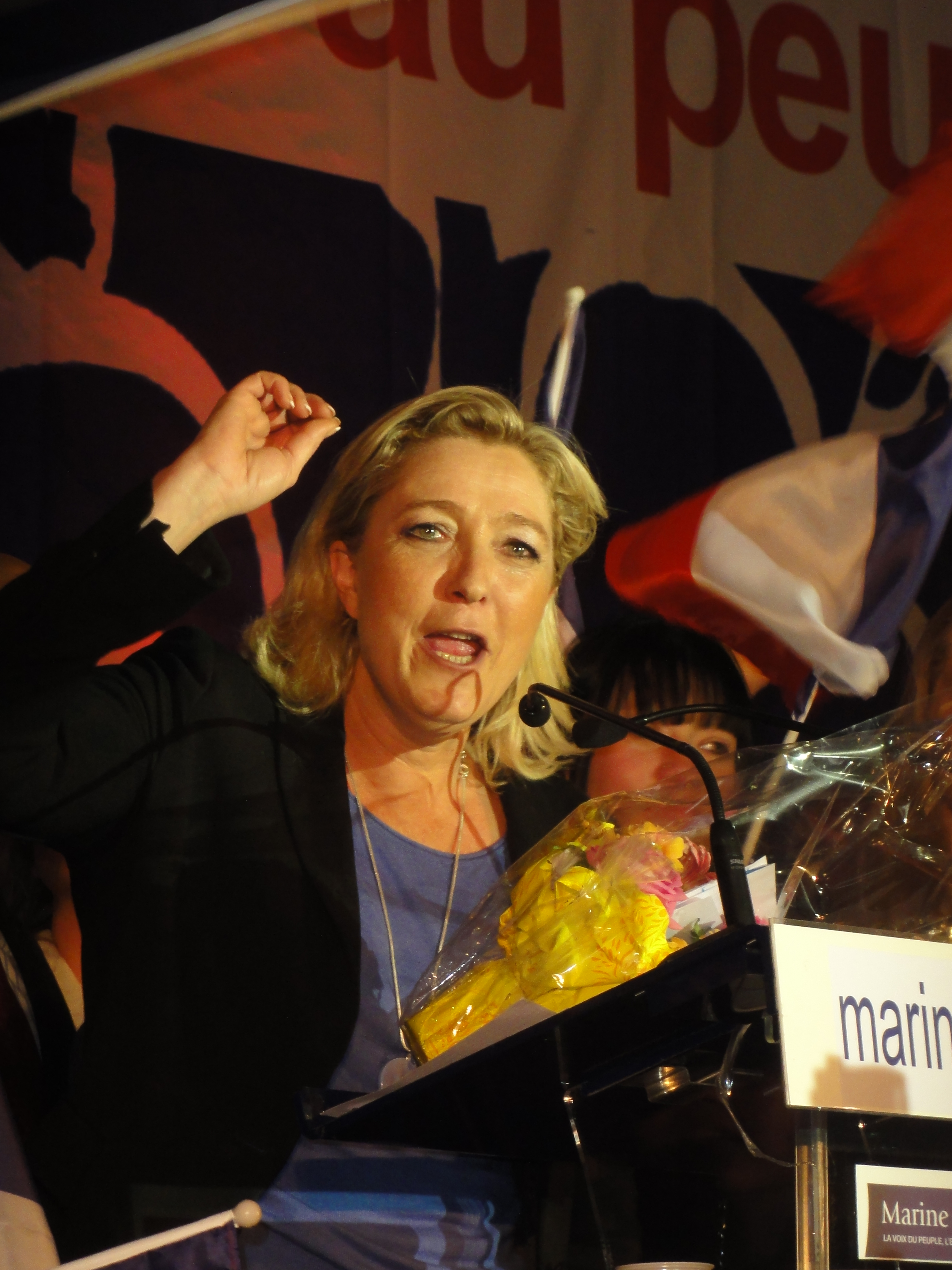
Marine Le Pen durante a sua campanha presidencial, em 15 de abril de 2012

A 13 de março de 2012, anunciou que recolheu as 500 assinaturas necessárias para participar nas eleições presidenciais. A 19 de março de 2012, o Conselho Constitucional aprovou a sua candidatura e as de outros nove candidatos. A 22 de abril de 2012, ela obteve 17,90% (6 421 426 votos) na primeira volta, terminando na terceira posição atrás de François Hollande e do presidente em exercício Nicolas Sarkozy. Ela obteve melhores resultados, tanto na percentagem de votos e no número de votos, que Jean-Marie Le Pen na eleição presidencial de 2002 (16,86%, 4 804 772 votos na primeira volta).
Le Pen foi a primeira em Gard (25,51%, 106.646 votos), com Sarkozy e Hollande com 24,86% (103 927 votos) e 24,11% (100 778 votos), respetivamente. Ela também ficou em primeiro lugar em seu concelho municipal de Hénin-Beaumont (35,48%, 4 924 votos), onde Hollande e Sarkozy obtiveram 26,82% (3 723 votos) e 15,76% (2 187 votos), respetivamente. Ela alcançou os seus maiores resultados a leste da linha de Le Havre no norte a Perpignan no sul, e, inversamente, ela ganhou menos votos no oeste da França, especialmente nas grandes cidades como Paris, no exterior e entre os cidadãos franceses que viviam no exterior (5,95%, 23 995 votos). No entanto, ela teve uma boa votação nos dois departamentos rurais no oeste da França: Orne (20,00%, 34 757 votos) e Sarthe (19,17%, 62 516 votos).
O seu maior resultado regional foi na Picardia (25,03%, 266 041 votos), e seu maior resultado departamental em Vaucluse (27,03%, 84.585 votos), e seu maior resultado no exterior em Saint Pierre e Miquelon (15,81%, 416 votos).
Ela obteve o seu menor resultado regional na Ilha de França (12,28%, 655 926 votos), o seu menor resultado departamental em Paris (6,20%, 61 503 votos), o e seu menor resultado no exterior em Wallis e Futuna (2,37%, 152 votos).

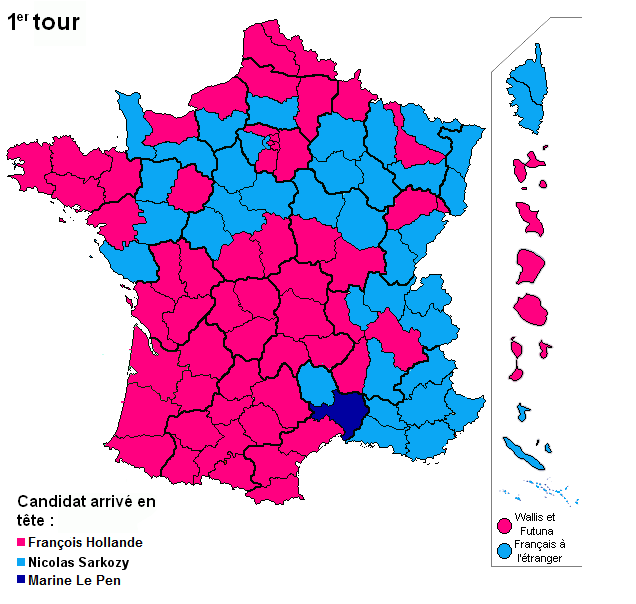
Resultados da primeira volta: candidatos com mais votos por departamentos (França continental, além-mar e cidadãos franceses residentes no exterior). Marine Le Pen veio primeiro em Gard.

O sociólogo francês Sylvain Crépon, que analisou os grupos sociais e ocupacionais dos eleitores do FN em 2012, explicou: “O voto do FN é feito pelas vítimas da globalização. São os pequenos lojistas que estão afundando por causa da crise económica e a competição dos hipermercados de fora da cidade; são os trabalhadores mal pagos do setor privado; os desempregados. A FN tem uma boa pontuação entre as pessoas que vivem na pobreza, que têm um medo real de como sobreviver". Crépon também analisou o aumento de voto da FN nas áreas "rurais" e as recentes mudanças sociológicas nessas áreas compostas por pequenas cidades provinciais e novos cinturões de bairro residencial construído nas periferias distantes das cidades: "A subclasse rural não é mais agrícola. São as pessoas que fugiram das grandes cidades e dos subúrbios porque não têm mais condições de morar lá. Muitas dessas pessoas tiveram experiências recentes de viver nos banlieues (subúrbios de alta imigração) — e ter tido contato com os problemas de insegurança. "  comentaristas também apontaram que havia mais jovens e mulheres votando no partido em 2012.
A 1 de maio de 2012, durante um discurso proferido em Paris após a tradicional marcha de Joana d'Arc e do Dia do Trabalho, Le Pen recusou-se a apoiar o presidente Sarkozy ou o socialista Hollande na segunda volta de 6 de maio. Dirigindo-se ao comício anual do partido na Place de l'Opéra, ela prometeu votar em branco e disse aos seus apoiantes para votarem com a consciência, dizendo: "Hollande e Sarkozy — nenhum deles vai salvá-lo. No domingo, eu vou votar em branco voto de protesto. Eu fiz a minha escolha. Cada um de vocês fará a sua. " Acusando ambos os candidatos de se renderem à Europa e aos mercados financeiros, ela perguntou: "Quem entre François Hollande e Nicolas Sarkozy vai impor o plano de austeridade da forma mais servil? Quem vai submeter o melhor às instruções do Fundo Monetário Internacional (FMI), Banco Central Europeu (BCE) ou Comissão Europeia?".

### Progresso eleitoral: 2012–2016

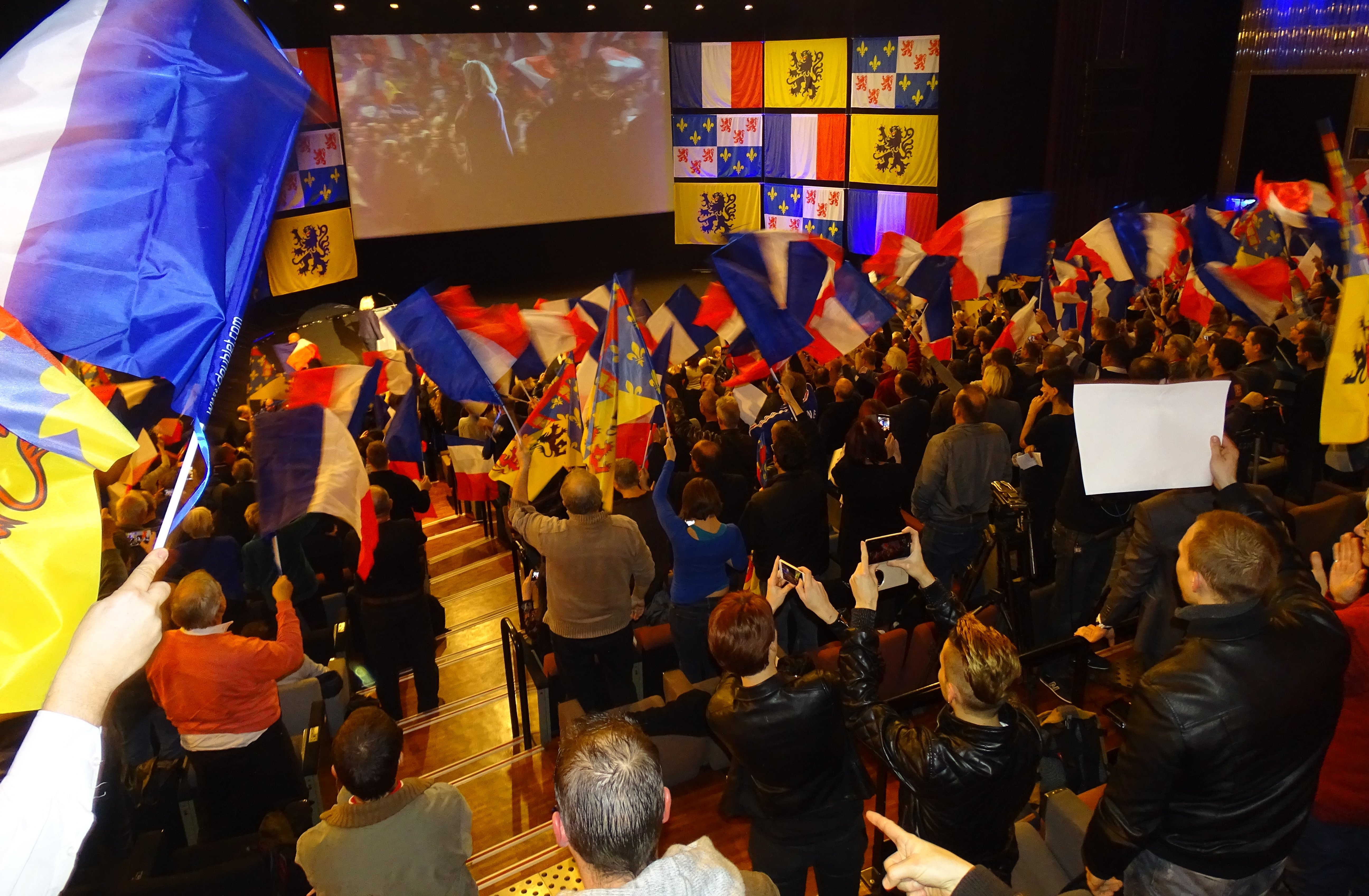
Eleições regionais da França em 2015

Após o aumento de apoio ao FN nas eleições presidenciais, Le Pen anunciou a formação de uma coalizão eleitoral para contestar as eleições parlamentares de junho de 2012, chamada Reunião da Marinha Azul. Candidato pelo 11º distrito eleitoral de Pas-de-Calais, Le Pen obteve 42,36% dos votos, bem à frente do deputado socialista Philippe Kemel (23,50%) e do candidato da extrema esquerda Jean-Luc Mélenchon (21,48%). Foi arrasada na segunda volta com 49,86% e interpôs recurso para o Conselho Constitucional , que foi rejeitado apesar de constatar algumas irregularidades. Nacionalmente, o FN teve dois legisladores eleitos: a sobrinha de Le Pen Marion Maréchal e Gilbert Collard.
Em 2014, Le Pen levou o partido a novos avanços eleitorais nas eleições municipais e senatoriais: foram eleitos onze prefeitos e dois senadores, com o FN entrando na câmara alta pela primeira vez.
A 24 de maio de 2014, o FN venceu as eleições europeias na França, com 24,90% dos votos. Marine Le Pen ficou em primeiro lugar em seu eleitorado do Noroeste, com 33,60%. 25 representantes FN foram eleitos para o Parlamento Europeu da França. Eles votaram contra a Comissão Juncker quando ela foi formada em julho de 2014. Um ano depois, Le Pen anunciou a formação da Europa das Nações e da Liberdade, um agrupamento parlamentar composto pela Frente Nacional, Partido da Liberdade da Áustria , Lega Nord da Itália, o Partido da Liberdade Holandês, o Congresso da Nova Direita da Polônia, o Flamengo Vlaams Belang da Bélgica, e a eurodeputada independente britânica Janice Atkinson, ex- UKIP. A primeira tentativa de Le Pen de reunir este grupo em 2014 falhou devido à recusa do UKIP e dos democratas suecos em aderir, bem como a algumas declarações polêmicas do seu pai, Jean-Marie Le Pen. Le Pen fez parte da comissão de comércio internacional. Em 2016, o Politico classificou-a como o segundo MEP mais influente depois de Martin Schulz.

### Segunda candidatura presidencial: 2016–2017

#### Candidata líder nas pesquisas
Marine Le Pen anunciou a sua candidatura para as eleições presidenciais francesas de 2017 a 8 de abril de 2016, e desde o início, manteve um alto apoio nas pesquisas de opinião. Ela nomeou o senador David Rachline da FN como o seu gerente de campanha. O FN teve dificuldade em encontrar financiamento devido à recusa dos bancos franceses em fornecer crédito. Em vez disso, a NF havia emprestado € 9 milhões do Primeiro Czech-Russian Bank em Moscou, em 2014, apesar das sanções da União Europeia colocadas sobre a Rússia após a anexação da Criméia. Em fevereiro de 2016, o FN pediu à Rússia outro empréstimo, desta vez de € 27 milhões, mas o segundo empréstimo não foi pago.

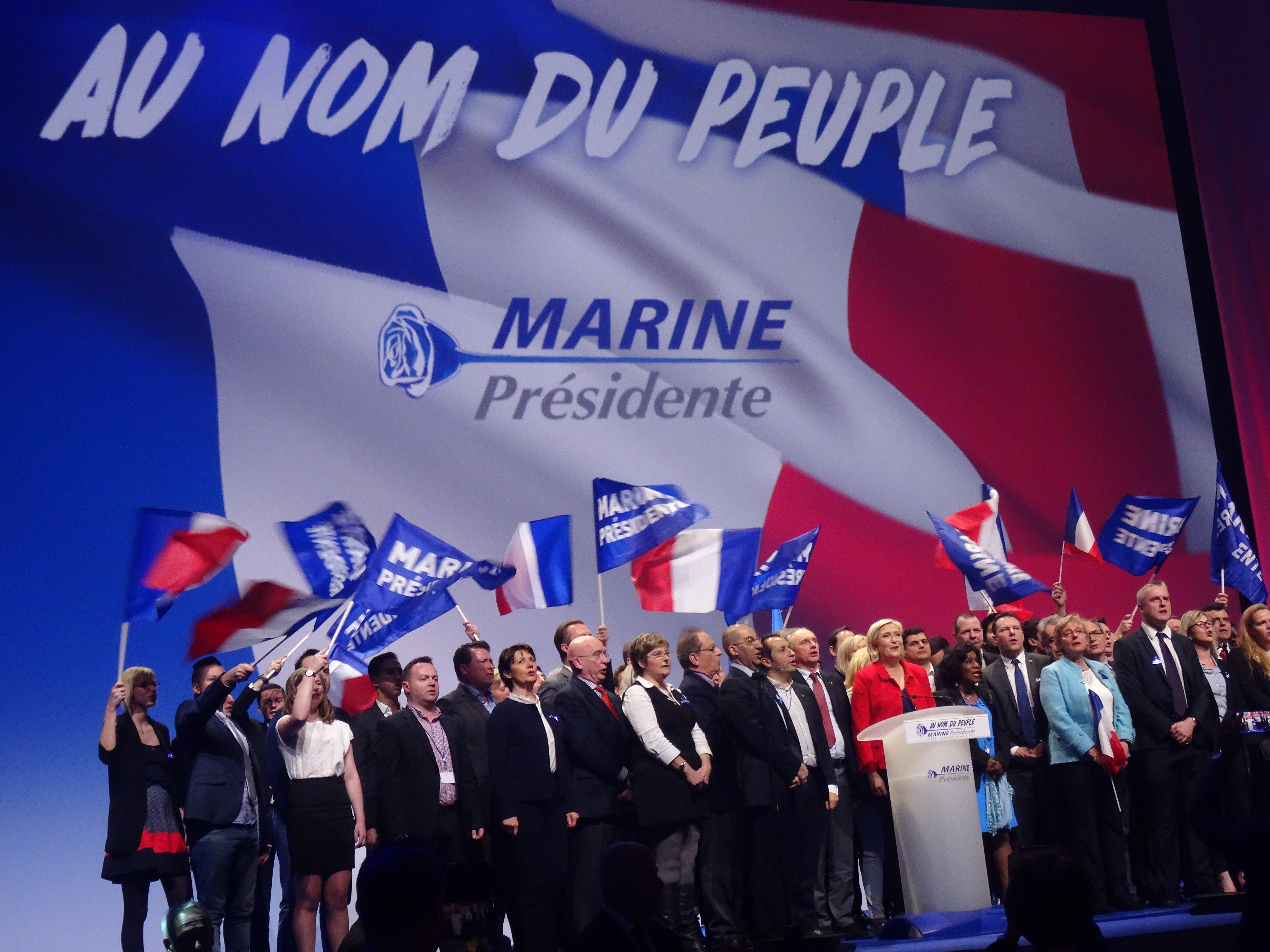
Marine Le Pen durante sua campanha presidencial, em 26 de março de 2017.

Analistas políticos sugeriram que a forte posição de Le Pen nas pesquisas de opinião se devia à ausência de uma primária no seu partido (consolidando a sua liderança), às notícias da crise migratória e de ataques terroristas em França (reforçando as suas posições políticas) e à própria direita campanha de Nicolas Sarkozy nas primárias republicanas (ampliando seus temas). Em entrevista à BBC em 2016 , Le Pen disse que a vitória de Donald Trump nas eleições presidenciais dos Estados Unidos a ajudaria, dizendo que Trump "tornou possível o que antes havia sido apresentado como impossível". No entanto, ela disse que não lançaria oficialmente a sua campanha antes de fevereiro de 2017, esperando os resultados das primárias republicana e socialista, e preferia manter um perfil baixo na mídia e usar grupos de reflexão temáticos para expandir e promover seu programa político. Como resultado, das suas raras aparições na mídia atraíram grandes públicos (2,3 milhões de telespectadores para Vie politique no TF1 em 11 de setembro de 2016 e 4 milhões para Une ambition intime no M6 em 16 de outubro).
As comunicações da NF também receberam atenção da mídia: um novo pôster inspirado em Mitterrand, retratando-a em uma paisagem rural com o slogan "França apaziguada", foi uma resposta a pesquisas indicando que ela permanecia controversa para grande parte do eleitorado francês. O tratamento satírico desse póster levou à mudança do slogan para: "Em nome do povo". Enquanto isso, o logotipo da FN e o nome Le Pen foram removidos dos pósteres da campanha.
Le Pen lançou a sua candidatura a 4 e 5 de fevereiro de 2017 em Lyon , prometendo um referendo sobre a adesão da França à União Europeia, se ela não pudesse atingir seus objetivos territoriais, monetários, econômicos e legislativos para o país dentro de seis meses de renegociação com a UE. A sua primeira aparição de campanha na televisão, quatro dias depois, recebeu o maior número de visualizações na França 2 desde a eleição presidencial anterior (16,70% com 3,7 milhões de telespectadores). A sua campanha presidencial de 2017 enfatizou Le Pen como uma figura feminina mais suave, com uma rosa azul como um símbolo de campanha proeminente.

### Campanha
A 2 de março de 2017, o Parlamento Europeu votou pela revogação da imunidade de Le Pen pela acusação de por tweetar imagens violentas. Le Pen tuitou uma imagem do jornalista decapitado James Foley em dezembro de 2015, que foi excluída após um pedido da família de Foley. Le Pen também enfrentou processo por supostamente gastar fundos do Parlamento da UE em seu próprio partido político; o levantamento de sua imunidade de acusação não se aplica à investigação em andamento sobre o uso indevido de fundos parlamentares pelo FN.

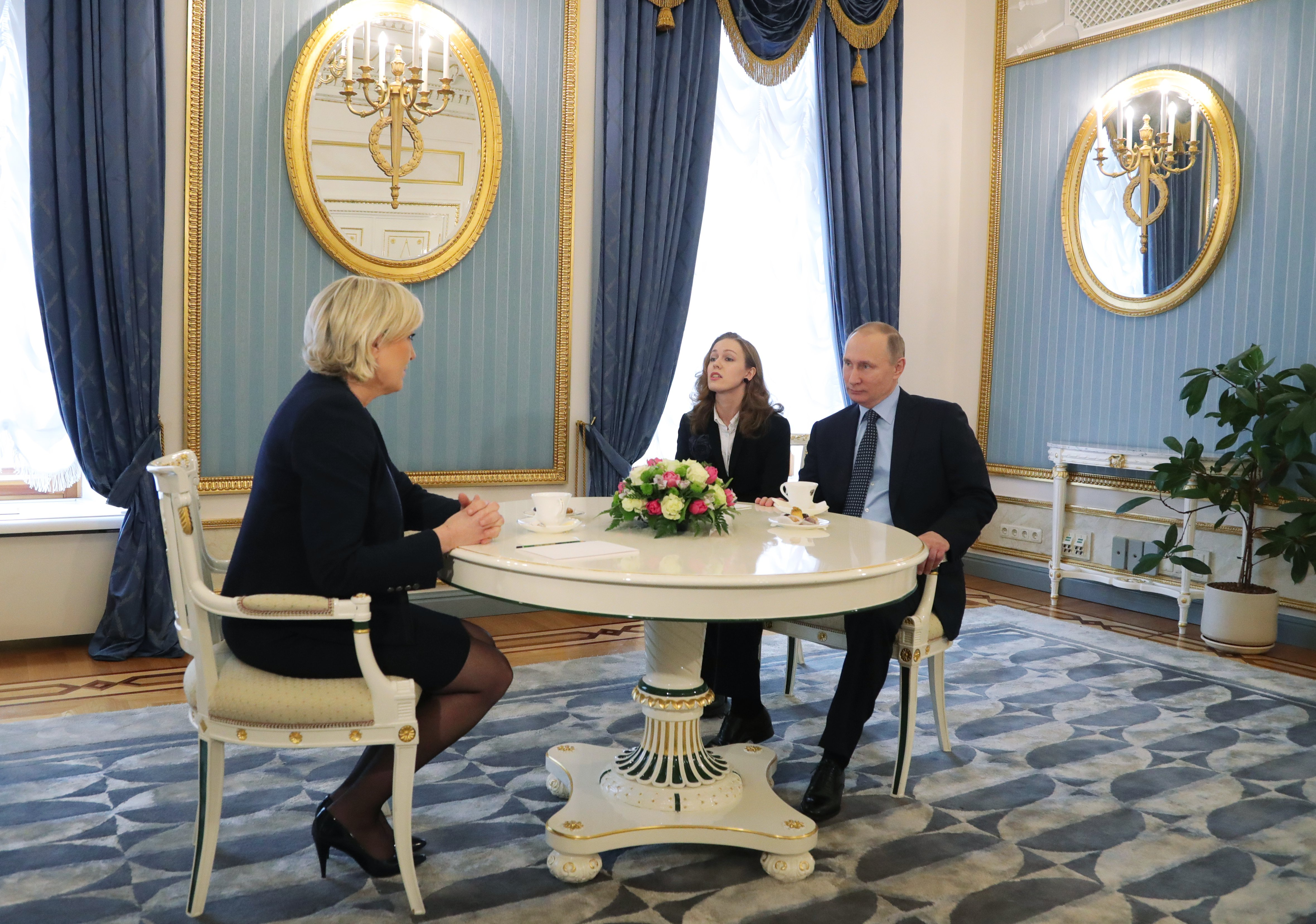
Marine Le Pen e Vladimir Putin em Moscou em 24 de março de 2017

Le Pen reuniu-se com vários chefes de estado em exercício, incluindo Michel Aoun do Líbano, Idriss Déby do Chade, e Vladimir Putin da Rússia.
O andar térreo do edifício que abrigava o quartel-general da campanha de Le Pen foi alvo de uma tentativa de incêndio criminoso na madrugada de 13 de abril de 2017.
Em 2017, Le Pen argumentou que a França como nação não tinha responsabilidade pela Rodada Vel 'd'Hiv, na qual policiais de Paris prenderam cidadãos judeus para deportação para Auschwitz como parte do holocausto. Ela repetiu a gaullista tese segundo a qual a França não foi representado pelo regime de Vichy, mas por Charles de Gaulle da França Livre.
A 20 de abril de 2017, na sequência de um tiroteio contra policiais que foi tratado como suspeita de ataque terrorista, Le Pen cancelou um evento de campanha planejado. No dia seguinte, ela pediu o fechamento de todas as mesquitas "extremistas", uma observação que foi criticada pelo primeiro-ministro Bernard Cazeneuve, que a acusou de tentar "capitalizar" o incidente. Ela também pediu a expulsão de pregadores do ódio e pessoas da lista de vigilância dos serviços de segurança franceses, e a revogação de sua cidadania. O Guardian observou que o ataque poderia servir como "munição" para candidatos de direita na eleição, incluindo Le Pen.
A 21 de abril de 2017, o presidente dos Estados Unidos Donald Trump escreveu no Twitter que o tiroteio teria "um grande efeito na eleição presidencial". Mais tarde naquele dia, Trump disse que Le Pen era "a mais forte nas fronteiras, e ela é a mais forte no que está a acontecer na França". Enquanto isso, o ex-presidente dos EUA, Barack Obama, telefonou para Emmanuel Macron para expressar seu apoio.

### Segunda ronda

Resultados da primeira volta das eleições presidenciais de 2017. Os departamentos nos quais Le Pen recebeu a maior parte dos votos estão sombreados em azul escuro.

Le Pen ganhou 21,3% dos votos (7,7 milhões de votos) na primeira volta da eleição a 23 de abril de 2017, colocando-se em segundo lugar atrás de Macron, que recebeu 24,0%, o que significa que eles enfrentar-se-iam na corrida. A 24 de abril de 2017, um dia após a primeira volta de votação, Le Pen anunciou que deixaria temporariamente o cargo de líder da FN numa tentativa de unir os eleitores. "O Presidente da República é o presidente de todos os franceses, eles devem reuni-los todos", disse ela.
Depois de passar para a segunda volta, ela disse que a campanha agora era "um referendo a favor ou contra a França" e tentou convencer aqueles que votam no candidato da extrema esquerda Jean-Luc Mélenchon a apoiá-la. Essa escolha foi posteriormente criticada por aqueles em seu partido que acreditavam que ela havia abandonado os eleitores de François Fillon, apesar da sua postura conservadora e anti-imigração. A 1 de maio de 2017, surgiu um vídeo de Le Pen copiando trechos de um discurso de François Fillon palavra por palavra.
Nos primeiros dias da campanha da segunda volta, a lacuna nas pesquisas de opinião começou a diminuir. A 25 de abril, Le Pen foi a Amiens numa visita inesperada para se encontrar com os trabalhadores na fábrica da Whirlpool enquanto Macron estava numa reunião com as autoridades locais ao mesmo tempo, com Le Pen recebendo boas-vindas positivas. Macron também visitou os trabalhadores da fábrica, mas foi vaiado por uma multidão hostil.
Le Pen foi geralmente considerada a perdedora no debate televisivo entre os dois candidatos. O seu desempenho foi fortemente criticado por políticos, comentaristas e membros do seu próprio partido, e descrito como uma "sabotagem" pelo jornalista conservador Eric Zemmour. A própria Le Pen subsequentemente reconheceu que ela "errou" durante o debate. Nos dias seguintes, ela começou a cair nas pesquisas de opinião.
A 7 de maio, ela concedeu a derrota a Emmanuel Macron. A sua participação de votos de 33,9% foi menor do que qualquer pesquisa previu e foi atribuída ao seu fraco desempenho no debate. Ela imediatamente anunciou uma "transformação total" do FN nos meses seguintes.

### Terceira candidatura presidencial: 2021–2022

#### Campanha
Nas eleições de Abril de 2022 Marine Le Pen foi candidata do partido de extrema-direita Rassemblement National.
Durante sua campanha, propôs pôr fim a toda a construção de novos parques eólicos e lançar um grande projeto para os desmantelar.

#### Primeira ronda
Marine ficou em segundo lugar na primeira ronda das eleições com 23% dos votos válidos, pouco menos de um ponto percentual à frente do terceiro colocado, Jean-Luc Mélenchon, e seis pontos percentuais atrás do candidato à reeleição, Emmanuel Macron.

#### Segunda ronda
Na segunda ronda, perdeu para Macron com diferença de cerca de dezessete pontos percentuais, obtendo 41,45% dos votos válidos — a maior votação já recebida por um candidato de extrema-direita no país.

## Posições políticas
Marine Le Pen afirma que o programa de imigração do FN é mais conhecido entre os eleitores; ela concentrou-se, portanto, nos programas económicos e sociais do partido.
Descrita como mais democrática e republicana do que o seu pai nacionalista, Jean-Marie Le Pen, o ex-líder do FN, ela tentou mudar a imagem do partido, com base em posições políticas reformuladas, e mudou algumas posições políticas do partido, defendendo uniões civis para casais do mesmo sexo, aceitando o aborto incondicional e retirando a pena de morte da sua plataforma.
Na política econômica, Le Pen defende o protecionismo como alternativa ao livre comércio. Ela apoia o nacionalismo económico, a separação de banco de investimento e varejo, e diversificação de energia, e opõe-se à privatização dos serviços públicos.
Opõe-se à globalização, que ela culpa por várias tendências económicas negativas, e opõe-se ao supranacionalismo e ao federalismo da União Europeia, em vez de favorecer uma "Europa das Nações" vagamente confederada. Ela pediu que a França deixasse a zona do euro e um referendo sobre a saída da França da UE. No entanto, a partir de 2019, ela já não defende a França deixando a UE ou a moeda euro. Ela tem sido uma oponente vocal do Tratado de Lisboa, e opõe-se à adesão da Turquia e da Ucrânia à UE. Le Pen prometeu tirar a França da OTAN e da esfera de influência dos EUA. Ela propõe a substituição da Organização Mundial do Comércio e a abolição do Fundo Monetário Internacional.
Le Pen e a NF acreditam que o multiculturalismo falhou, e defendem a "desislamização" da sociedade francesa. Le Pen pediu uma moratória sobre a imigração legal. Ela pretende revogar leis que permitem imigrantes ilegais para tornar-se residentes legais, e argumentou que benefícios oferecidos aos imigrantes ser reduzidos a incentivos remoção para novos imigrantes. Após o início da Primavera Árabe e da crise dos migrantes europeus, ela pediu à França que se retirasse do Espaço Schengen e restabelecesse os controles de fronteira.
Na política externa, Le Pen apóia o estabelecimento de uma parceria privilegiada com a Rússia, e acredita que a Ucrânia foi "subjugada" pelos Estados Unidos. Ela critica fortemente a política da OTAN na região, sentimento anti-russo do Leste Europeu, e ameaças de sanções económicas.

## Membro do Parlamento Nacional Francês
A 18 de maio de 2017, Le Pen anunciou que concorreria às eleições parlamentares no 11°Círculo eleitoral de Pas-de-Calais, na sua quinta tentativa de ser eleita deputada. Ela recebeu pouco menos de 46% dos votos na primeira volta e venceu a segunda com pouco menos de 58% contra Anne Roquet de En Marche. Tornou-se membro da Comissão de Relações Exteriores da Assembleia Nacional. Ela então renunciou ao cargo de Membro do Parlamento Europeu (MEP).

Em 2019, foi noticiado que Le Pen não quer mais que a França saia da União Europeia, nem que ela saia do euro. Em vez disso, foi relatado que ela deseja mudar o bloco da UE por dentro, juntamente com os partidos aliados.

### Autobiografia
- (em francês) À contre flots, Jacques Grancher, 2006 ISBN 2733909576